# Pteronymia zabina
Pteronymia zabina är en fjärilsart som beskrevs av William Chapman Hewitson 1856. Pteronymia zabina ingår i släktet Pteronymia och familjen praktfjärilar. Inga underarter finns listade.